# Erigeron mariposanus
Erigeron mariposanus là một loài thực vật có hoa trong họ Cúc. Loài này được Congdon mô tả khoa học đầu tiên năm 1900.